# Окот, Джон Элиуд
Джон Элиуд Окот (англ. John Eliud Okoth, род. 12 декабря 1958) — кенийский хоккеист (хоккей на траве), полевой игрок. Участник летних Олимпийских игр 1988 года.

## Биография
Джон Элиуд Окот родился 12 декабря 1958 года.
В 1988 году вошёл в состав сборной Кении по хоккею на траве на летних Олимпийских играх в Сеуле, занявшей 12-е место. Играл в поле, провёл 7 матчей, забил 1 мяч в ворота сборной Испании.